# Doris Decker
Doris Decker, eigentlich Doris Sünkenberg, (* 13. September 1963 in Itzehoe) ist eine deutsche Saxophonistin, Sängerin und Textdichterin.
Nach dem Abitur 1983 wurde Decker Teil der Hamburger Musikszene. 1985 nahm sie am Popkurs Hamburg teil. 1987 gründete sie zusammen mit Anselm Kluge und anderen die Streetband Tätärä, mit der sie auf weltweite Konzertreisen ging. Ferner war sie Mitglied der Liberos, eines Saxophonquintetts, das die Hausband der Bremer Talkshow Up'n Swutsch war, bei der auch Udo Lindenberg beteiligt war.
Am Saxophon begleitet sie Künstler wie Marianne Rosenberg, Stefan Gwildis, Bosse oder Revolverheld.
2008 schrieb Doris Decker zusammen mit Till Brönner und Angelina Maccarone den Song Verbotene Stadt für das Udo-Lindenberg-Album Stark wie zwei.
Songtexte schrieb sie u. a. für Alexander Klaws (2008), Marshall & Alexander (2009), Christina Stürmer (2010).
Für das Album Zeitlos von Vicky Leandros (2012) textete sie die Mehrzahl der Titel. Für das Album Kein Problem von Andreas Martin (2012) textete sie zwei Titel.
Auch als Autorin von Kinderliedern hatte Doris Decker zahlreiche Veröffentlichungen, u. a. Lieder mit der Maus, Mäuseschlau und Bärenstark.
Als Solointerpretin veröffentlichte sie drei Alben, u. a. bei Sony Records.
Doris Decker lebt in Berlin.
| Personendaten    | Personendaten                                      |
| ---------------- | -------------------------------------------------- |
| NAME             | Decker, Doris                                      |
| ALTERNATIVNAMEN  | Sünkenberg, Doris (wirklicher Name)                |
| KURZBESCHREIBUNG | deutsche Saxophonistin, Sängerin und Textdichterin |
| GEBURTSDATUM     | 13. September 1963                                 |
| GEBURTSORT       | Itzehoe                                            |